# 3055 Annapavlova
3055 Annapavlova è un asteroide della fascia principale. Scoperto nel 1978, presenta un'orbita caratterizzata da un semiasse maggiore pari a 2,5609403 UA e da un'eccentricità di 0,1080363, inclinata di 15,00477° rispetto all'eclittica.